# Житнев, Максим Игоревич
Макси́м И́горевич Жи́тнев (род. 5 мая 1990, Белово, Кемеровская область) — российский футболист, нападающий любительского клуба «Народная команда».

## Карьера
В 2001 году на турнире «Кожаный мяч» в Иванове Житнев, выступая за «Миф» (Белово), стал лучшим бомбардиром и получил приглашение в московский «Спартак». Шесть лет занимался под руководством тренера Михаила Буренкова, неоднократно выигрывал первенство Москвы, занимал призовые места на международных турнирах.
После этого был перерыв около года, после которого Житнев несколько раз сыграл за ФК «Распадская» и получил приглашение в «Сибирь-2». В результате успешной игры пробился в основной состав команды, дошёл до 1/16 кубка России, где «Сибирь» уступила «Локомотиву». В сезоне 2015/16, в игре с «КАМАЗом» был вынужден заменить удалённого голкипера, отразил пенальти и сохранил победу. По итогам сезона стал лучшим игроком команды и лучшим бомбардиром.
22 июня 2016 года перешёл в краснодарскую «Кубань». Через год вернулся в «Сибирь».
2020 год начал в казахстанском «Иртыше». В конце июля того же года подписал контракт с клубом «Новосибирск», в составе которого затем выступал в течение трёх сезонов, был капитаном команды; после чего, в начале марта 2023 года, покинул сибирский коллектив, решив снова попробовать свои силы в Казахстане. В начале июля того же года вернулся в «Новосибирск», с которым в итоге в конце марта 2024 года расторг контракт по соглашению сторон.
В апреле 2024 года перешёл в белорусский «Макслайн», а уже в августе стал игроком «Нафтана».
В конце марта 2025 года стал игроком казахстанского клуба «Жетысу».

## Достижения
- Лучший игрок сезона 2011/12 ФК «Сибирь-2» по версии болельщиков[14]
- Лучший игрок второй половины сезона 2012/13 ФНЛ в ФК «Сибирь» по версии болельщиков[15]
- Лучший игрок ФНЛ в июле 2015/16 сезона[16]
- Лучший игрок ФК «Сибирь» в сезоне 2015/16 по версии болельщиков[17][18]
- Первое место по числу забитых мячей в сезоне ФНЛ 2015/16
- 1—3-е места по числу забитых мячей в группе 4 сезона ПФЛ 2020/21

## Статистика выступлений
По состоянию на 13 мая 2018.
| Клуб                   | Лига                   | Сезон                  | Чемпионат | Чемпионат | Кубки | Кубки |
| Клуб                   | Лига                   | Сезон                  | Матчи     | Голы      | Матчи | Голы  |
| ---------------------- | ---------------------- | ---------------------- | --------- | --------- | ----- | ----- |
| Распадская             | 3-й дивизион           | 2009                   | 3         | 0         | 0     | 0     |
| Сибирь-М               | Молодёжное первенство  | 2010                   | 19        | 5         | 0     | 0     |
| Сибирь-2               | 2-й дивизион           | 2011/12                | 15        | 9         | 0     | 0     |
| Сибирь                 | 1-й дивизион           | 2011/12                | 21        | 5         | 2     | 0     |
| Сибирь                 | 1-й дивизион           | 2012/13                | 13        | 5         | 4     | 1     |
| Сибирь                 | 1-й дивизион           | 2013/14                | 13        | 1         | 0     | 0     |
| Сибирь                 | 1-й дивизион           | 2014/15                | 26        | 5         | 2     | 0     |
| Сибирь                 | 1-й дивизион           | 2015/16                | 34        | 16        | 2     | 1     |
| Сибирь                 | 1-й дивизион           | Всего                  | 107       | 32        | 10    | 2     |
| Кубань                 | 1-й дивизион           | 2016/17                | 20        | 2         | 2     | 1     |
| Сибирь                 | 1-й дивизион           | 2017/18                | 31        | 12        | 0     | 0     |
| Всего за проф. карьеру | Всего за проф. карьеру | Всего за проф. карьеру | 173       | 55        | 12    | 3     |